# Космос-1514
Космос-1514 («Бион-6») — советский беспилотный космический корабль запущенный с космодрома «Плесецк» 14 декабря 1983 года. Один из аппаратов серии «Бион».

## Запуск
Запуск «Космос-1514» был осуществлён ракетой-носителем «Союз-У» с площадки 41/1 космодрома «Плесецк» 14 декабря 1983 г в 07:00 по Гринвичу. Аппарат был выведен на низкую околоземную орбиту с перигеем 226 км и апогеем 288 км с наклоном орбиты 82,30° и периодом обращения 88,3 минуты.
18 декабря 1983 г возвращаемый модуль корабля совершил посадку в Казахстане близ Рудного.

## Задачи
Более 60 экспериментов было проведено исследователями из Болгарии, Венгрии, Германской Демократической Республики, Польши, Румынии, Чехословакии, Франции, Советского Союза и Соединённых Штатов. Это был первый запуск обезьян в космос, осуществлённый в СССР, ранее приматов (не человека) запускали лишь в США.
Ученые провели три эксперимента на приматах и эксперимент на крысах. Миссия заметно отличалась от предыдущих космических полетов, как с точки зрения научных целей, так и по глубине сотрудничества Соединёнными Штатами и Советским Союзом. Обе страны должны были взаимодействовать на высоком уровне, поскольку большая часть американского экспериментального оборудования должна была быть интегрирована с советскими системами и приборами космического корабля.
Две макаки были доставлены на орбиту с имплантированными датчиками, позволяющими контролировать кровоток в сонных артериях. Кроме того, восемнадцать беременных белых крыс использовались для изучения эффектов воздействия невесомости и радиации. Впоследствии крысы дали нормальный помёт.
Основным предметом исследований стало влияние невесомости на различные физиологические параметры животных. Изучение ритмов кровообращения было связано с синхронизацией двигательной активности приматов, ритмов температуры тела и температуры кожи с фиксированным циклом света-темноты и друг с другом. Кровяное давление и кровоток контролировались аппаратным способом для оценки краткосрочных и долгосрочных изменений. Изменения в метаболизме кальция были изучены с целью определения влияния невесомости на скелет. Двум макакам, Абреку и Биону, находившимся на борту, было около трех лет, и каждая весила около 4 килограммов. Обезьяны были приучены сидеть на кушетках и выполнять задания за вознаграждение едой. Задачи включали в себя нажатие на рычаг ногами и отслеживание движущегося света глазами. Обезьян также обучали есть и пить из раздаточных устройств для еды и соков. Обезьянам в летной и контрольной группах имплантировали манжеты для измерения артериального давления и кровотока, а также датчики для измерения нескольких физиологических параметров.
Был проведен эксперимент по нейроонтогенезу для изучения влияния космических полетов на развитие крыс, которые провели часть своего пренатального периода в космосе. Были использованы десять беременных самок крыс вида Rattus norvegicus. Наземные контрольные группы содержали такое же количество крыс. В начале летных или контрольных экспериментов крысы находились на 13-м дне беременности своего 21-дневного цикла.